# Kevin Cadle
Kevin Cadle (* 17. März 1955 in Buffalo, New York; † 16. Oktober 2017) war ein im Vereinigten Königreich arbeitender US-amerikanischer Sportjournalist, Fernsehmoderator und ehemaliger Basketballtrainer. Cadle gewann als Basketballtrainer in Großbritannien zahlreiche Meisterschaften auf Vereinsebene und war Nationaltrainer der schottischen und der englischen Nationalmannschaft sowie der britischen Olympiaauswahl 1992, die sich jedoch nicht für das Olympiaturnier 1992 qualifizieren konnte. Er galt als der erfolgreichste Trainer in der britischen Basketballgeschichte, zumal die von ihm trainierten Kingston Kings mit dem Einzug in die Runde der besten acht Mannschaften im Europapokal der Landesmeister 1990/91 den wohl größten internationalen Erfolg einer britischen Vereinsmannschaft erreichten. Nach seiner Trainerkarriere arbeitete Cadle als Sportmoderator mit Schwerpunkt auf die NFL im American Football sowie auf die NBA im Basketball bei privaten britischen Fernsehsendern. Zudem bot Cadle seine Dienste als Motivationsredner an.

## Karriere
Cadle studierte zunächst an der Pennsylvania State University, wo er als Spieler in der Saison 1974/75 der Basketballmannschaft der Nittany Lions in der Division I der NCAA angehörte. Anschließend setzte er sein Studium an der damaligen Texas A&I University in Kingsville (Texas) fort, deren Sportmannschaften der „Lone Star Conference“ der Division II der NCAA angehören. Nach seiner vierjährigen Spielerkarriere in der NCAA wurde er Trainerassistent der Mannschaft und wechselte nach einem Jahr 1979 in gleicher Position an die Angelo State University, deren Mannschaften der gleichen Conference angehören. 1983 bekam er das Angebot, nach Schottland zu gehen, wo er beim Verein aus Falkirk verantwortlicher Cheftrainer wurde. Nach zwei Jahren wechselte er nach England, wo er den Drittplatzierten der englischen „National Basketball League“ (NBL) 1984/85 Manchester Giants übernahm. Die Giants wurden jedoch von den Eignern des lokalen Konkurrenten Manchester United gekauft und sein Landsmann Joe Whelton, Trainer von United, verdrängte Cadle als Trainer des Fusionsklubs. Während United die reguläre Saison 1985/86 der NBL als Erster abschloss, gewannen die Kingston Kings die Play-offs der NBL.
Für die Saison 1986/87 wurde Cadle Trainer des Play-off-Siegers Kings aus Kingston upon Thames. Die Mannschaft beendete die reguläre Saison als Zweiter der NBL hinter FC Portsmouth und vor Manchester United und verloren auch das Finalspiel der Play-offs gegen den lokalen Rivalen Crystal Palace. Für die folgende Spielzeit wurde als geschlossene Profiliga die British Basketball League (BBL) eingeführt, in die neben den besten englischen Mannschaften der NBL auch der schottische Serienmeister MIM Livingston aufgenommen wurde. Die Kings belegten in der Premierensaison 1987/88 in der regulären Saison hinter dem FC Portsmouth erneut den zweiten Platz und verloren im Halbfinale der Play-offs gegen den späteren Titelgewinner aus Livingston (West Lothian). David E. Murray, der Eigentümer von MIM Livingston, wurde Präsident des Fußballklubs Glasgow Rangers und kaufte die Kingston Kings, die daraufhin als Basketballmannschaft der Glasgow Rangers nach Schottland umzogen. Nachdem sich der FC Portsmouth zurückgezogen hatte und die Mannschaft von Manchester United verkauft worden war, gewannen die Rangers nach nur zwei Niederlagen die reguläre Saison der BBL und konnten im Play-off-Finale auch Titelverteidiger Livingston besiegen im Duell der beiden einzigen schottischen Mannschaften der BBL.
Für die Saison 1989/90 zog sich auch Murray vom Basketball zurück und die vormaligen Rangers kehrten als Kings in den Südosten von London zurück. Man konnte Cadles Landsmann Alton Byrd als Aufbauspieler verpflichten, der zuvor lange Jahre für MIM Livingston gespielt hatte, und verfügte im Team mit den englischen Nationalspielern Alan Cunningham und Colin Irish über eine kaum zu schlagende Mannschaft in der BBL. In den folgenden drei Spielzeiten gewann man alle Titel der BBL bis auf den Pokalwettbewerb „National Cup“ 1991, der durch die Sunderland Saints gewonnen wurde. In Meisterschaftsspielen der BBL verlor man in diesen drei Jahren nur sieben Spiele und blieb in den Play-offs ungeschlagen. Nachdem Alan Cunningham für die Rangers bereits 1989 „Most Valuable Player“ (MVP) der BBL geworden war, gewann Alton Byrd diese Auszeichnung zweimal 1991 und 1992. Im Europapokal der Landesmeister 1990/91 konnte man im Rückspiel der zweiten Runde einen 16-Punkte-Vorsprung verteidigen und verlor beim russischen Titelträger ZSKA Moskau nur mit zwei Punkten. Damit erreichte man die Gruppenphase der besten acht Mannschaften in diesem Wettbewerb. Hier belegte man nach vier Siegen in 14 Gruppenspielen mit dem siebten Platz die beste Platzierung einer britischen Mannschaft im höchsten europäischen Vereinswettbewerb. Nachdem Cadle zuvor bereits als Nationaltrainer Schottlands tätig gewesen war, wurde er 1991 als Trainer der Olympiaauswahl Großbritanniens ausgewählt, in der die Auswahlspieler Englands, Schottlands und Wales’ zusammengezogen wurden. Diese Tätigkeit hatte vier Jahre zuvor noch sein Landsmann Joe Whelton ausgeübt. In der Qualifikation für das Olympiaturnier 1992 blieb die Auswahlmannschaft jedoch erfolglos. Auch in Personalunion als Trainer der englischen Nationalmannschaft konnte Cadle diese Auswahl für kein Endrundenturnier qualifizieren. 1992 zogen die Kings in eine Halle nach Guildford um und konnte an ihre früheren Erfolge nicht mehr anknüpfen, obwohl man den Titel im National Cup 1993 verteidigte. Im Halbfinale der Play-offs verlor man gegen den Hauptrundenersten Worthing Bears, die Colin Irish, MVP jener Spielzeit, verpflichtet hatten. In den Play-offs der folgenden Spielzeit gewann man in der ersten Runde gegen die London Towers und zog in das Play-off-Finale ein, wo man erneut von Titelverteidiger Worthing Bears besiegt wurde und titellos in der BBL in jener Spielzeit blieb.
Für die folgende Spielzeit 1994/95 ging Cadle zurück in die britische Hauptstadt London und wurde Trainer der Towers. Die Towers verbesserten sich auf den dritten Platz der Hauptrundentabelle und waren nur eine Niederlage schlechter als der Hauptrundensieger Sheffield Sharks. Im Play-off-Halbfinale verlor man jedoch nach Verlängerung gegen Cadles ehemaligen Verein Manchester Giants, der nach dem Ausstieg von United sechs Jahre zuvor reaktiviert wurde. In der Saison 1995/96 schienen die Towers an die ehemalige Dominanz der Kingston Kings anknüpfen zu können und gewannen zunächst alle Wettbewerbe der BBL inklusive der regulären Saison. Im Finale der Play-offs verlor man jedoch gegen die Birmingham Bullets um BBL-MVP Tony Dorsey. In der folgenden Saison 1996/97 verteidigte man den Titel im Ligapokal BBL Trophy, doch musste im National Cup und der Hauptrunde der Meisterschaft dem lokalen Rivalen Leopards den Vortritt lassen. Im Play-off-Finale 1997 trafen die beiden Londoner Vereine aufeinander. Die Towers behielten knapp mit einem Punkt Unterschied die Oberhand und gewannen erstmals auch die Play-offs. In der folgenden Saison 1997/98 erreichte man trotz 23 Siegen in 36 Spielen nur als Sechster der regulären Saison die Play-offs. In der ersten Runde konnte man den Dritten Newcastle Eagles noch knapp besiegen, verloren aber dann im Halbfinale gegen die Thames Valley Tigers. Die Mannschaft beendete die Saison titellos und Cadle suchte nach einem Wechsel in der Vereinsführung erneut nach Veränderung. Doch er fühlte sich als Trainer ausgebrannt und wechselte lieber zum Fernsehen. So beendete er seine Karriere als Trainer mit je fünf Play-off-Titeln, Hauptrundenmeisterschaften und fünf Titeln im Ligapokal BBL Trophy. Den Pokalwettbewerb National Cup konnte er sechsmal gewinnen. Als BBL-Trainer wird er mit einer Quote von gut 80 % als – relativ betrachtet – siegreichster Trainer der BBL-Geschichte angesehen.
In seiner zweiten Karriere als Sportjournalist und Fernsehmoderator spezialisierte sich Cadle auf die erfolgreichste Basketball-Profiliga NBA aus den Vereinigten Staaten sowie deren Pendant NFL im American Football, wo er sich offen als großer Fan der Buffalo Bills aus seiner Heimatstadt zeigte. Cadle präsentierte und moderierte die Übertragungen im britischen Fernsehsender British Sky Broadcasting. Zudem betätigte sich Cadle als bezahlter Motivationsredner. Am 16. Oktober 2017 verstarb Cadle überraschend im Alter von 62 Jahren.